# Варгатьор
Варгатьо́р (рос. Варгатёр) — село у складі Чаїнського району Томської області, Росія. Входить до складу Усть-Бакчарського сільського поселення.

## Населення
Населення — 516 осіб (2010; 525 у 2002).
Національний склад (станом на 2002 рік):
- росіяни — 89 %